# 馬達加斯加豹齒鱂
馬達加斯加豹齒鱂，為輻鰭魚綱鯉齒目鯉齒亞目花鳉科的其中一種，分布於非洲馬達加斯加的淡水流域，體長可達3.4公分，棲息在森林覆蓋的溪流，屬肉食性，已滅絕。
其种加词“madagascariensis”意为“马达加斯加的”。